# Claudio Barrientos
Pour les articles homonymes, voir Barrientos.
Claudio Barrientos est un boxeur chilien né le 10 novembre 1935 à Osorno et mort le 7 mai 1982.

## Carrière
Il participe aux Jeux olympiques d'été de 1956 en combattant dans la catégorie des poids coqs et remporte la médaille de bronze.

### Parcours auxJeux olympiques
Jeux olympiques d'été de 1956 à Melbourne (poids coqs) :
- Bat Zenon Stefaniuk (Pologne) aux points
- Bat Eder Jofre (Brésil) aux points
- Perd contre Song Soon-Chun (Corée du Sud) aux points